# Pitombeira dos Quatro Cantos
A Troça Carnavalesca Mista Pitombeira dos Quatro Cantos é uma agremiação carnavalesca sediada na cidade de Olinda, em Pernambuco, no Brasil.
Foi fundada em 17 de fevereiro de 1947  por foliões dos bairros do Amparo e dos Quatro Cantos, é uma das mais famosas no carnaval pernambucano, em especial no de Olinda, tendo um hino entre os mais cantados no carnaval.

## Estandarte
O estandarte da Pitombeira dos Quatro Cantos é um losango contendo, no centro, um trecho do cruzamento da Rua Prudente de Morais com a Rua Bernardo Vieira de Melo, "Os Quatro Cantos de Olinda", ladeado por dois cachos de pitomba.

## Cores
Suas cores são o amarelo e o preto.

## Hino
Seu hino, composto por Alex Caldas em 1950, é um dos mais conhecidos e tocados em Pernambuco, principalmente durante o carnaval.

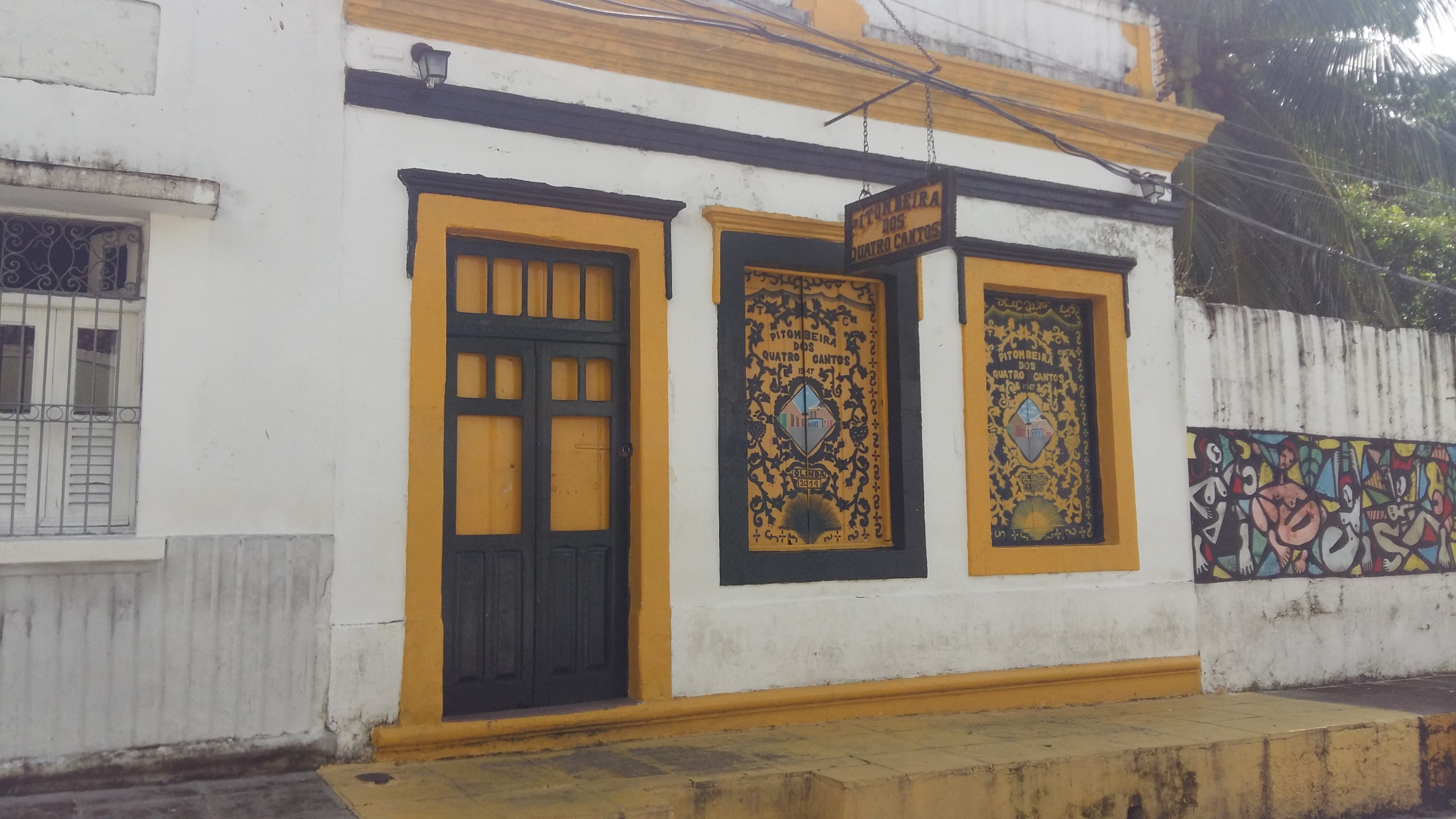
Sede da Pitombeira

Nós somos da Pitombeira
Não brincamos muito mal
Se a turma não saísse
Não havia carnaval (bis)

Bate-bate com doce eu também quero
Eu também quero, Eu também quero.
Bate-bate com doce eu também quero
Eu também quero, Eu também quero.

Pitombeira só tem dez letras
E uma significação
Pitomba é fruta besta
se compra com qualquer tostão (bis)

Bate-bate com doce  ... 

A turma da Pitombeira
na cachaça é a maior
e o doce é sem igual,
como ponche é ideal,
Se a turma não saísse
Não havia carnaval.

Bate-bate com doce  ...
== Sede ==
A Pitombeira conta com uma sede no Carmo, em Olinda, onde funciona um bar e são realizados os os ensaios da orquestra para o carnaval, e também funciona como ponto de partida para o maioria dos desfiles da troça. É um dos patrimônios de Olinda. 

## Citações em Músicas
Lista de músicas que citam a Pitombeira dos Quatro Cantos
- Hino da Pitombeira

Nós somos da Pitombeira
Não brincamos muito mal
Se a turma não saísse
Não havia carnaval
- Pitomba, Pitombeira

Vim do Recife pra ver Pitombeira
No mesmo compasso, poeira, carreira
Menina do passo, queimada de sol

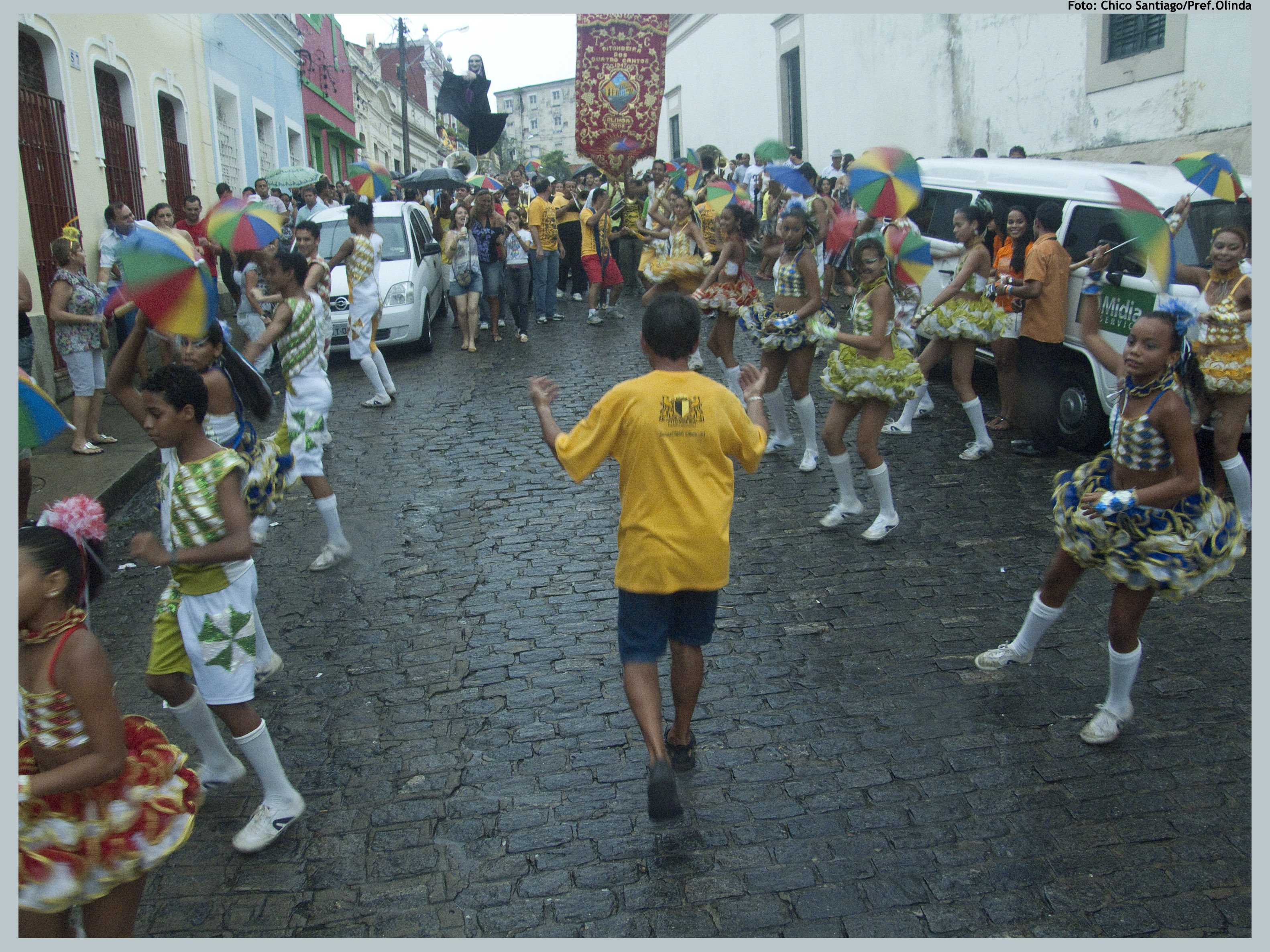
Desfile da Pitombeira dos Quatro Cantos

Pandeiro na mão, estrela do norte, areia do mar
Olinda mandou me chamar
- Olinda Nº 1

Descendo as suas ladeiras
Na folia sem igual,
Tem a turma da Pitombeira tem,
Fazendo o teu Carnaval.
- Regresso da Pitombeira

Regressar, pitomba vai voltar
Não vá chorar o meu rapaz
Que para o ano ainda tem mais
- Pitombeira de Olinda - Kalabar

Pitombeira de Olinda
Já vai desfilar
Vai abrir o carnaval
Vai sair pra animar
- Lá Vem Pitombeira - Frevo de Rua

## Desfile no 7 de Setembro
A Pitombeira é uma das primeira troças a ir para as ruas de Olinda, o tradicional desfile no dia 7 de Setembro já marca o começo das prévias de carnaval, até porque se a turma não saísse, não havia carnaval. 